# 8375 Kenzokohno
8375 Kenzokohno este un asteroid din centura principală de asteroizi.

## Descriere
8375 Kenzokohno este un asteroid din centura principală de asteroizi. A fost descoperit pe 12 ianuarie 1992 la Geisei de Tsutomu Seki. El prezintă o orbită caracterizată de o semiaxă mare de 3,14 ua, o excentricitate de 0,15 și o înclinație de 0,8° în raport cu ecliptica.